# Baldone (novads)
Baldone (łot.: Baldones novads) – jeden z łotewskich novadsów, funkcjonujący w latach 2009–2021.

## Historia
Novads powstało na terenach należących przed 2009 do rejonu Ryga.
W skład novadsu wchodziło miasto Baldone oraz pagasts Baldone. Jego stolicą zostało miasto Baldone.
Zlikwidowany w ramach reformy administracyjnej 30 czerwca 2021. Wszedł w całości w skład nowego novadsu Ķekava.